# Trpki zgručevec
Trpki zgručevec (znanstveno ime Panellus stipticus) je tipska vrsta rodu zgručevcev (Panellus).

## Značilnosti
Trpki zgručevec oblikuje skupine majhih pahljačastih gobic s kratkimi stransko nasajenimi beti. Klobuček je širokih 1,5–4 cm. Zgornji del je oker do cimetovo rjav, pri starejših primerkih postane svetlejši. Kožica klobuka gobe je luskasta, rahlo koncentrično razdeljena in na pritisk lepljiva. Rob mladih gob je zavit, pri starejših postane valovit in nekoliko zarezan.
Lističi so ostro ločeni od beta, so tanki, ozki in na dnu mrežasto povezani. Barva lističev je cimetovo rjava.
Bet je stransko nasajen in kratek 1-2cm. Oker rumene barve. Pri mladih primerkih gladek, pozneje podobno kot klobuk prekrit z drobnimi luskami.
Meso je grenko in trpko. Občutke ob zaužitju primerjajo z vnetjem grla.
Ameriški sev trpkega zgručevca je bioluminiscenten - micelij in gobe svetijo v temi.

### Podobne vrste
Podobne druge vrste nimajo tako značilno trpkega okusa.
- Mili zgručevec (Panellus mitis) raste predvsem na iglavcih in ima bel gladek klobuk.
- Navadna cepilistka (Schizophyllum commune) ima kosmate bele klobučke in viličasto razcepljene lističe.
- Zdrizasta postrančica (Crepidotus mollis) ima rjav trosni prah.

### Mikroskopske značilnosti
Trosni prah je bel. Trosi so valjasto upognjeni. Velikost 2-4 x 1-2 μm.
Ostrinka lističev je na gosto pokrita z grudastimi cistidami.

## Razširjenost in življenjski prostor
Raste od pomladi do zime kot saprofit, večinoma na lesu listavcev.

## Uporabnost
Neužiten.

## Galerija slik
- ilustracija
- mladi klobučki
- lističi in bet
- bioluminiscenca
- trosi